# Jesús Barrachina
Jesús Barrachina Luna (20 de mayo de 1943 - Valencia, 12 de mayo de 2017) fue un empresario y dirigente deportivo español. 

## Biografía
Licenciado en Derecho por la Universidad de Valencia, Barrachina siguió la tradición de su familia y regentó el bar-restaurante Barrachina con sede en la plaza del Ayuntamiento. Posteriormente, fundó la Asociación Nacional de Empresarios de Hostelería y fue presidente de la Asociación Internacional de Turismo.
En el panorama nacional, se dio a conocer sobre todo por su presencia en la directiva del Valencia CF en dos etapas. En su primera etapa, ocupó el cargo como directivo y en la segunda, con el club ya transformado en sociedad anónima deportiva, fue portavoz del consejo de administración, que coincidieron con el cénit del equipo con la ceonsecución de la Liga y la Copa de la UEFA en la temporada 2003-2004.
Barrachina, muy vinculado al mundo fallero, ostentó el cargo la presidencia de la falla Convento Jerusalén-Matemático Marzal, una de las más conocidas en la ciudad, entre 1989 y 2014.